# Zádveřice-Raková
Obec Zádveřice-Raková se nachází v okrese Zlín ve Zlínském kraji. Žije zde přibližně 1 500 obyvatel. Obec vznikla v roce 1960 spojením dvou obcí, Rakové a Zádveřic. Leží v údolí říčky Lutoninky při silničním a železničním spojení Zlína a Vizovic. Přibližně 3 km na sever od Zádveřic se nachází v malém údolí Raková, menší část obce. Nejvyšším bodem v okolí je Tlustá hora (480 m n. m.).

## Části obce
- Raková
- Zádveřice

## Historie
První písemná zmínka o obci pochází z roku 1261. Tahle zpráva se nachází v základní listině vizovického kláštera.

## Osobnosti
- Josef Hamšík (1895–1943), československý armádní letec popravený nacisty

## Další fotografie

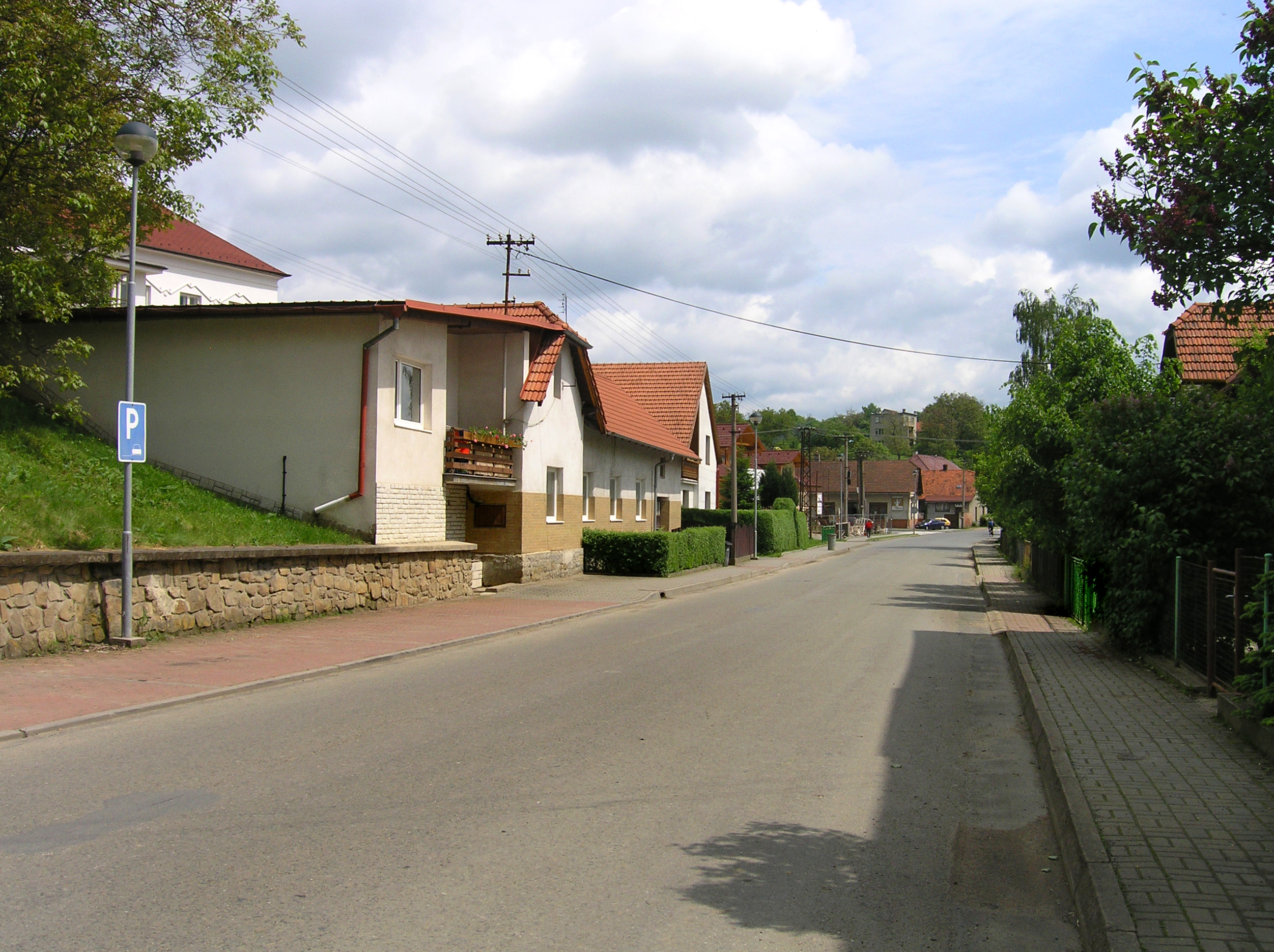
Hlavní silnice v Zádveřicích
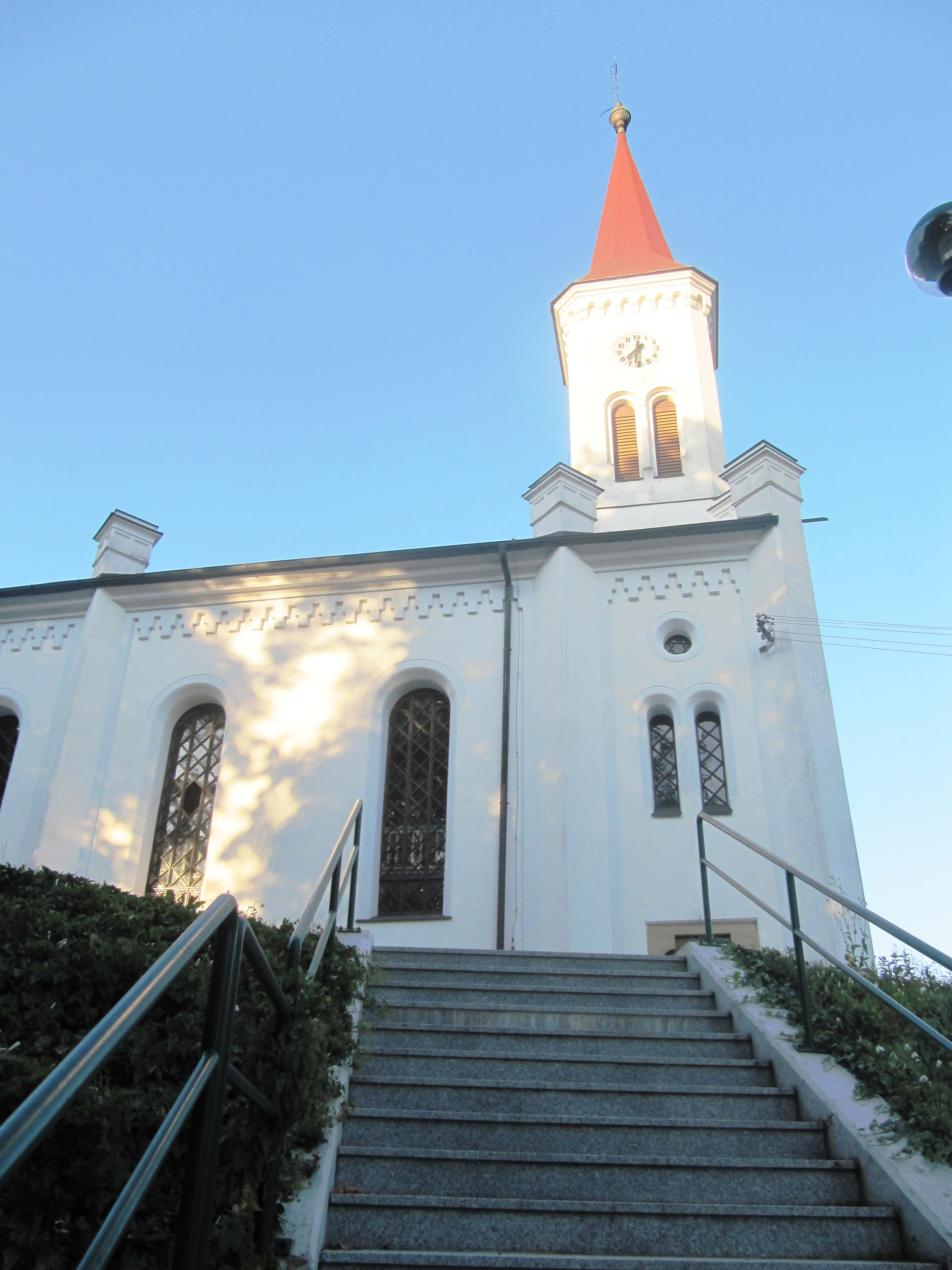
Evangelický kostel v Zádveřicích
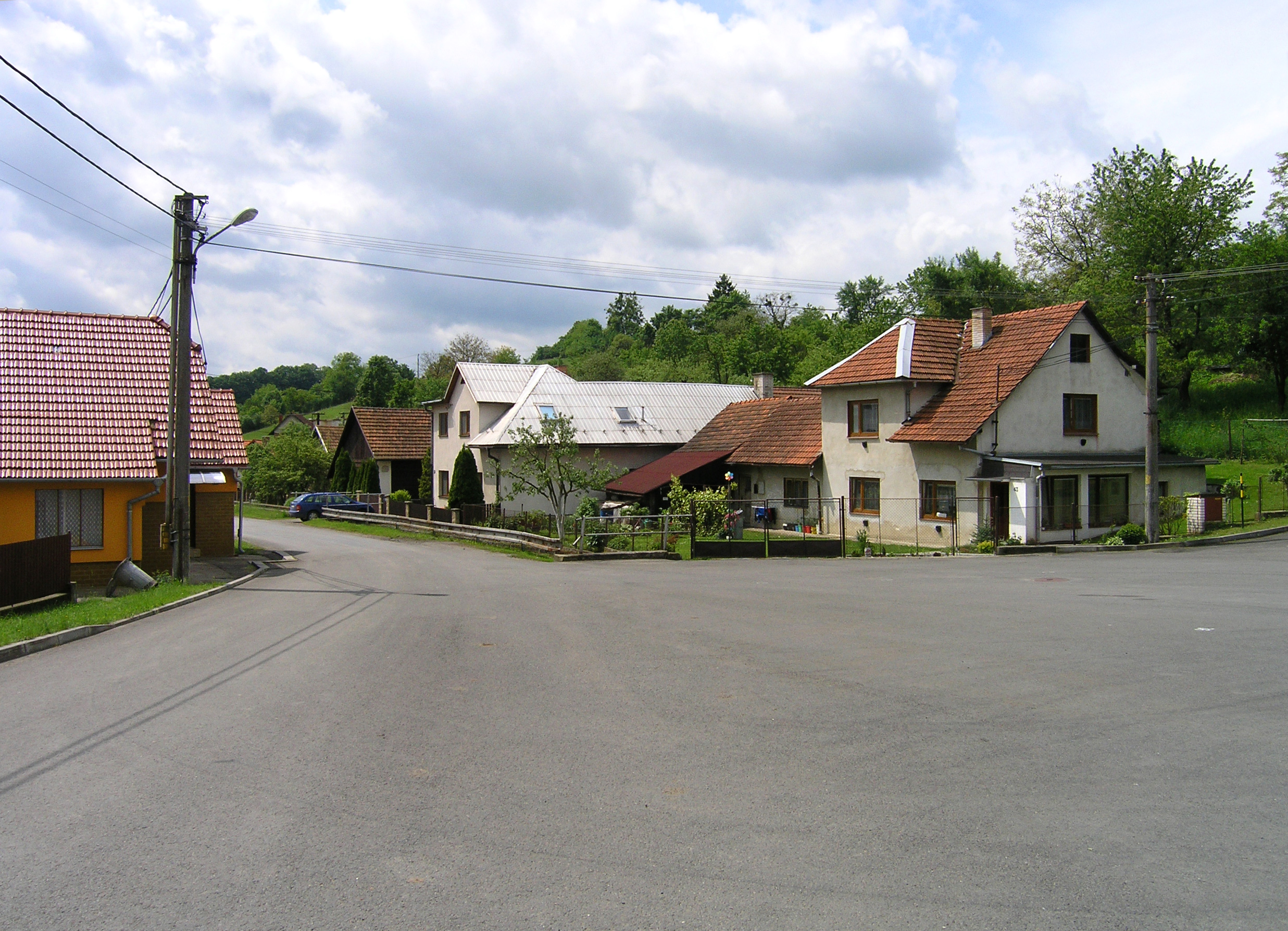
Náves v Rakové